# یوما (کنتاکی)
یوما (به انگلیسی: Yuma) یک منطقهٔ مسکونی در ایالات متحده آمریکا است که در شهرستان تیلور، کنتاکی واقع شده‌است. یوما ۲۲۰٫۰۷ متر بالاتر از سطح دریا واقع شده‌است.